# Resekce
Resekce (re předpona, sekce místo) v chirurgii znamená odstranění části nebo celého orgánu. 